# Cathédrale de Ribe
La cathédrale de Ribe est une cathédrale romane située à Ribe, au Danemark. 
Sa construction a débuté en 1150 sous l'impulsion d'Elias, évêque de la ville. En 1175, l'abside et le chœur sont achevés, suivis de la nef quelques années plus tard. Les matériaux utilisés sont du granit du Jutland et du calcaire de Rhénanie du Nord.
L'orgue a été construit par Frobenius en 1973 et agrandi en 1994. L'instrument comporte 50 jeux.
Au XVIe siècle, le prédicateur luthérien Hans Tausen fut évêque de Ribe. Une statue de Hans Tausen fut érigée en 2004, en son honneur, devant la cathédrale de Ribe.